# Шишинер (Марий Эл)
Шишинер (мар. Шишэҥер) — деревня в Мари-Турекском районе Республики Марий Эл. Входит в состав Марийского сельского поселения.

## География
Находится в восточной части республики Марий Эл на расстоянии приблизительно 32 км по прямой на юго-восток от районного центра посёлка Мари-Турек.

## История
Деревня была основана в 1920 году выходцами из деревни Большой Шишинер нынешней Республики Татарстан. В 1943 году в деревне насчитывался 31 двор, проживало 138 жителей, в 1959 154 жителя, в 1979 121. В 2000 году в деревне было 44 хозяйства. Работали колхоз «Красная заря», совхозы имени Кирова и «За мир».

## Население
Население составляло 157 человек (татары 94 %) в 2002 году, 131 в 2010.